# Ивановское (деревня, Москва)
Ивановское — деревня в Троицком административном округе Москвы (до 1 июля 2012 года была в составе Наро-Фоминского района Московской области). Входит в состав поселения Первомайское.

## Население
| 1859 | 1890 | 1899 | 1926 | 2002 | 2006 | 2010 |
| ---- | ---- | ---- | ---- | ---- | ---- | ---- |
| 125  | ↗164 | ↘158 | ↘147 | ↘59  | ↘31  | ↗73  |

Согласно Всероссийской переписи, в 2002 году в деревне проживало 59 человек (21 мужчин и 38 женщин); преобладающая национальность — русские (93 %). По данным на 2005 год, в деревне проживал 31 человек.

## География
Деревня Ивановское находится примерно в 12 км к северо-западу от центра города Троицка. Ближайший населённый пункт — посёлок Первомайское. Рядом протекает река Десна. В деревне две улицы — Александровская и Садовая, приписано садоводческое товарищество.

## История
В «Списке населённых мест» 1862 года — владельческое сельцо 1-го стана Подольского уезда Московской губернии, по правую сторону старокалужского тракта, в 28 верстах от уездного города и 24 верстах от становой квартиры, при реке Десне и ручье Дериношка, с 17 дворами и 125 жителями (60 мужчин, 65 женщин).
По данным на 1899 год — село Десенской волости Подольского уезда с 158 жителями и 2-классной школой Министерства народного просвещения.
В 1913 году — 26 дворов, имения Берг, Пыльцова и Крыгина, 2-классное училище.
По материалам Всесоюзной переписи населения 1926 года — центр Ивановского сельсовета Десенской волости Подольского уезда в 11,7 км от Калужского шоссе и 5,3 км от станции Апрелевка Киево-Воронежской железной дороги, проживало 147 жителей (57 мужчин, 90 женщин), насчитывалось 33 крестьянских хозяйства, имелась школа 1-й ступени.
1929—1946 гг. — населённый пункт в составе Красно-Пахорского района Московской области.
1946—1957 гг. — в составе Калининского района Московской области.
1957—1960 гг. — в составе Ленинского района Московской области.
1960—1963, 1965—2012 гг. — в составе Наро-Фоминского района Московской области.
1963—1965 гг. — в составе Звенигородского укрупнённого сельского района Московской области.